# Eutelia poecilatrix
Eutelia poecilatrix is een vlinder uit de familie van de Euteliidae. De wetenschappelijke naam van de soort is voor het eerst geldig gepubliceerd in 1939 door Draudt.